# 凯尔泰斯·奥莉兹
凯尔泰斯·奥莉兹（匈牙利語：Kertész Alíz，1935年11月17日—），匈牙利女子竞技体操运动员。她曾代表匈牙利获得1956年夏季奥运会体操比赛女子团体便携式器械金牌和团体全能银牌。